# 施瓦茨灣
施瓦茨灣（英語：Schwartz Cove），是南極洲的海灣，位於埃爾斯沃思地的瑟斯頓島南部，處於威廉森半島以西，由美國南極名稱諮詢委員會命名，現時由南極條約體系管理。